# ۱۰۰۹ (خورشیدی)
۱۰۰۹ هزار و نهمین سال هجری خورشیدی است.

## درگذشتگان
- ۲۶ تیر - زینل‌بیگ بیگدلی شاملو، حاکم ری ری به دستور شاه عباس